# Ксиністері
Ксиністері (також пишеться Xinisteri; грец. ξυνιστέρι) — корінний білий виноград, вирощений на Кіпрі.
За деякими підрахунками, 33% кіпрських виноградників на південних схилах гірського масиву Троодос засаджені цим сортом винограду, що робить Ксиністері основним білим виноградом, вирощуваним на Кіпрі.
Його грона та ягоди мають середній розмір, тоді як він відомий своєю стійкістю проти винних хвороб.  Він використовується у виробництві кількох місцевих (переважно білих) вин. Ксиністері змішується з виноградом Mavro для виробництва Коммандарія, відомого кіпрського десертного вина, а також використовується для виробництва місцевого спирту Зиванія.